# Telmatobius thompsoni
Telmatobius thompsoni es una especie  de anfibios de la familia Leptodactylidae.

## Distribución geográfica
Se encuentra en Perú.